# Campeonato Europeo de Halterofilia de 1930
El XXII Campeonato Europeo de Halterofilia se celebró en Múnich (Alemania) entre el 23 y el 24 de octubre de 1930 bajo la organización de la Federación Europea de Halterofilia (EWF) y la Federación Alemana de Halterofilia.

## Medallistas
| Evento   | Oro                             | Plata                              | Bronce                           |
| -------- | ------------------------------- | ---------------------------------- | -------------------------------- |
| 60 kg    | Eugen Mühlberger Alemania 280,0 | Hans Wölpert Alemania 280,0        | Raymond Suvigny Francia 270,0    |
| 67,5 kg  | Hans Haas · Austria · 317,5     | René Duverger Francia 300,0        | Robert Fein · Austria · 292,5    |
| 75 kg    | Kurt Helbig Alemania 337,5      | Carlo Galimberti Italia 332,5      | Karl Hipfinger · Austria · 305,0 |
| 82,5 kg  | Louis Hostin Francia 350,0      | Jakob Vogt Alemania 340,0          | Josef Zeman · Austria · 340,0    |
| +82,5 kg | Sayed Noseir Egipto 375,0       | Rudolf Schilberg · Austria · 370,0 | Josef Straßberger Alemania 370,0 |

1. 1 2 3  Fuerza (kg) + arrancada (kg) + dos tiempos (kg) = TOTAL (kg)

## Medallero
| Núm. | País     | Oro | Plata | Bronce | Total |
| ---- | -------- | --- | ----- | ------ | ----- |
| 1    | Alemania | 2   | 2     | 1      | 5     |
| 2    | Austria  | 1   | 1     | 3      | 5     |
| 3    | Francia  | 1   | 1     | 1      | 3     |
| 4    | Egipto   | 1   | 0     | 0      | 1     |
| 5    | Italia   | 0   | 1     | 0      | 1     |
|      | TOTAL    | 5   | 5     | 5      | 15    |